# Barbro

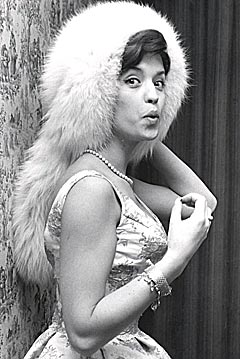
Barbro Lill-Babs Svensson

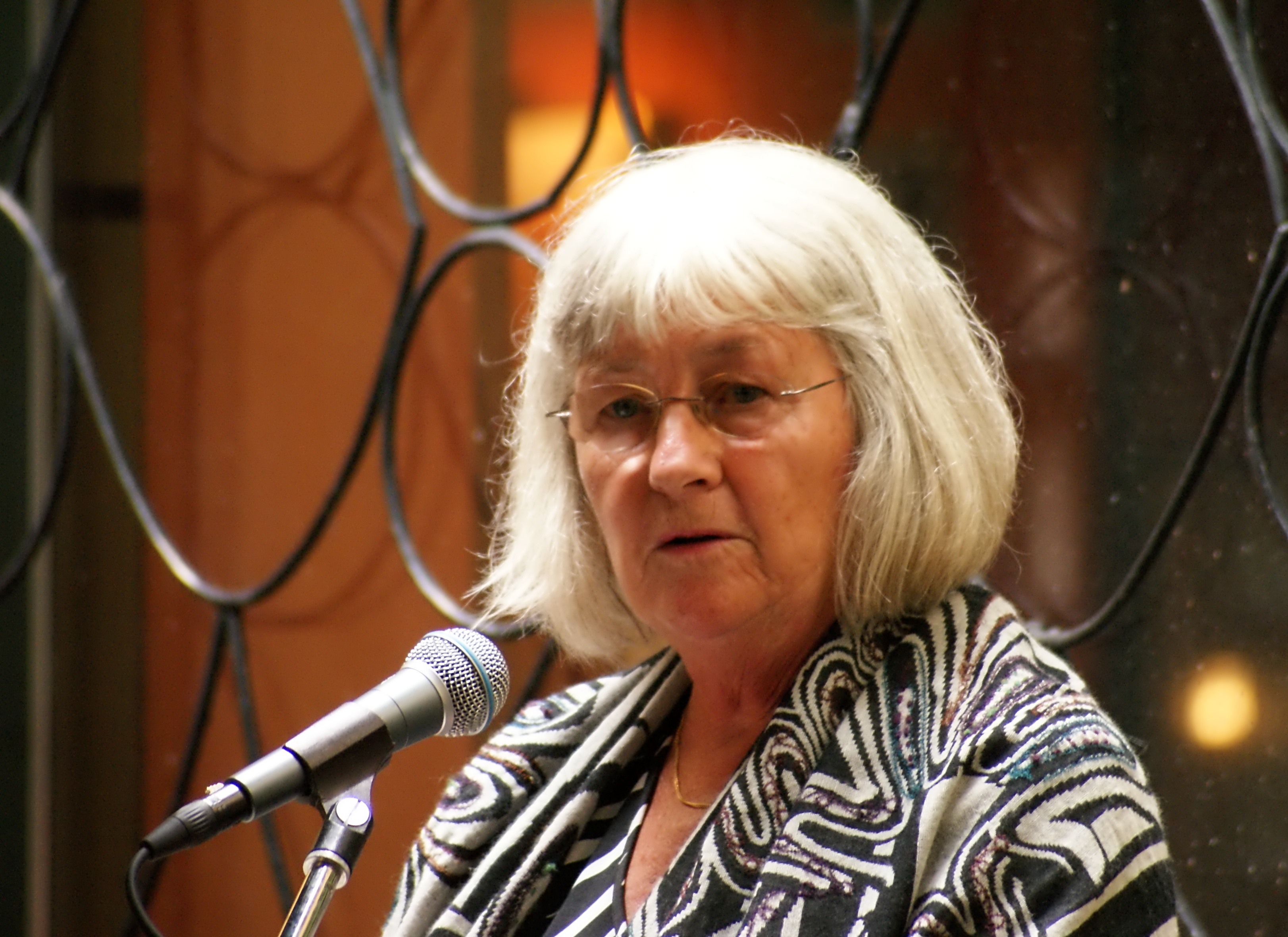
Barbro Lindgren

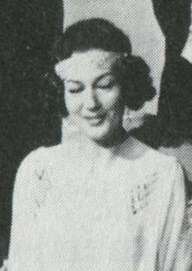
Barbro Hiort af Ornäs

Barbro är en svensk form av det grekiska kvinnonamnet Barbara som betyder 'en som talar ett obegripligt språk'. Namnet har förekommit i Sverige sedan 1300-talet.
Namnet var mycket vanligt i Sverige på 1940-talet medan knappt någon har fått det som tilltalsnamn/förstanamn på senare år. Däremot används namnet fortfarande relativt ofta som andranamn.[källa behövs]
Den 31 december 2014 fanns det totalt 43 426 kvinnor folkbokförda i Sverige med namnet Barbro, varav 24 936 bar det som tilltalsnamn.
Det fanns också 15 män med namnet, varav 4 bar det som tilltalsnamn samt 8 personer med efternamnet Barbro. Samtliga män som bär namnet har det dock som gårdsnamn, inte som förnamn, och det är också gårdsnamnet som har givit upphov till Barbro som efternamn.

Namnsdag i Sverige: 4 december. I den finlandssvenska namnsdagslängden har Barbro namnsdag 4 december sedan 1950.

## Personer med namnet Barbro
- Barbro Alving ("Bang"), svensk journalist
- Barbro Backberger, svensk konstvetare, författare och feminist
- Barbro Boman, svensk manusförfattare och regissör
- Barbro Christenson, svensk skådespelare
- Barbro Ericson, svensk operasångerska
- Barbro Feltzing, svensk politiker (mp)
- Barbro Fleege, svensk skådespelare
- Barbro Flodquist, svensk journalist och skådespelare
- Barbro Hedvall, svensk journalist
- Barbro Hiort af Ornäs, svensk skådespelare
- Barbro Holmberg,svensk politiker (s), f.d. statsråd, f.d. landshövding i Gävleborgs län
- Barbro Hörberg, svensk viskompositör och sångerska
- Barbro Johansson, svensk missionär
- Barbro Karabuda, svensk författare och filmare
- Barbro Kollberg, svensk skådespelare
- Barbro Larsson, Babben, svensk komiker
- Barbro Larsson, svensk skådespelare
- Barbro Lindgren, svensk författare
- Barbro Martinsson, svensk längdskidåkare
- Barbro Nilsson, svensk textilkonstnär
- Barbro Nordin, svensk skådespelare
- Barbro Oborg, svensk skådespelare
- Barbro Ribbing, svensk skådespelare
- Barbro Sedwall, svensk tecknare och författare
- Barbro Smeds, finlandssvensk författare och regissör
- Barbro Stigsdotter, hjälpte Gustav Vasa under hans flykt i Dalarna
- Barbro Stål, svensk arkitekt
- Barbro Sundback, åländsk politiker
- Barbro Svensson, Lill-Babs, svensk artist
- Barbro Tano, svensk längdskidåkare
- Barbro Werkmäster, svensk konstvetare, författare och feminist
- Barbro Westerholm, svensk forskare och politiker (fp), generaldirektör

## Fiktiva personer med namnet Barbro
- Farbror Barbro, karaktär i humorprogrammet NileCity 105,6
- Barbro Pastorelli, rollfigur i tv-serien Rederiet